# Khaled Salem
Khaled Salem (17 de novembro de 1989) é um futebolista profissional palestino que atua como atacante.

## Carreira
Khaled Salem representou a Seleção Palestina de Futebol na Copa da Ásia de 2015.